# Tivat

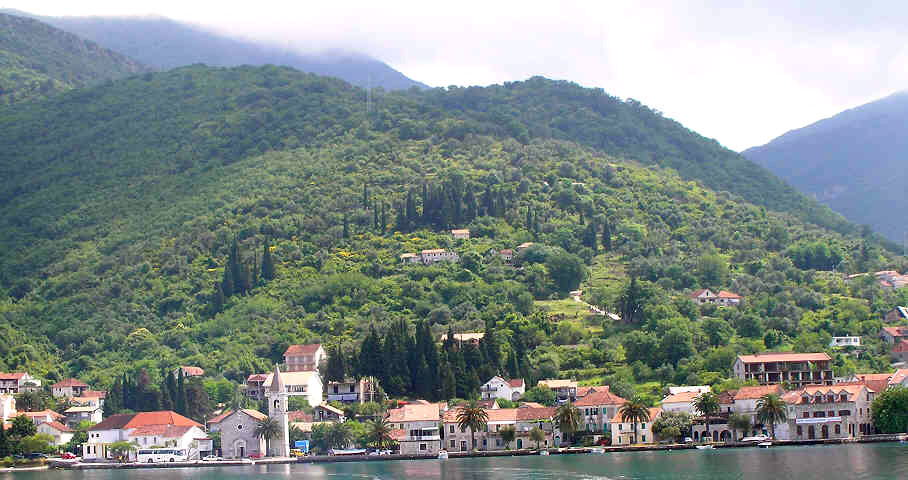
Blick auf Tivat

Tivat (kyrillisch Тиват; Aussprache: [tîv̞at]) ist eine Stadt in Montenegro. Sie liegt an der Bucht von Kotor und hat knapp 9.400 Einwohner. Die gleichnamige Gemeinde hat über 14.000 Einwohner.

## Geografie
Tivat liegt etwa 19 Kilometer entfernt von Herceg Novi, 10 Kilometer entfernt von Kotor und 23 Kilometer entfernt von Budva. Das kroatische Dubrovnik liegt 80 Kilometer und die montenegrinische Hauptstadt Podgorica 90 Kilometer entfernt.
Das Gemeindegebiet von Tivat liegt in drei unterschiedlichen geomorphologischen Zonen. Diene besteht aus den Hügeln und Bergen der Halbinsel Vrmac. Die zweite Zone ist die Ebene von Tivat, die durch das Wasser abgeflacht wurde. Die dritte Zone ist Kroli mit den Inseln: Blumeninsel. St. Marko.

## Geschichte
Archivquellen in Kotor belegen die Erwähnung des Ortes im 14. Jahrhundert als Teude, Theode und Theudo. Es wird angenommen, dass dieser Name mit der illyrischen Königin Teuta in Verbindung steht. Im Italienischen heißt die Stadt bis heute Teodo.
Zwischen 1420 und 1797 gehörte Tivat zur Republik Venedig, von 1815 bis 1918 zum Kaiserreich Österreich. 1919 fiel das Gebiet der Bucht von Kotor und damit Tivat an das neugebildete Jugoslawien.
Wegen seiner strategisch wichtigen Lage an der Einfahrt zur Bucht von Kotor war Tivat bis 1918 stark mit österreich-ungarischen Truppen belegt, die auch die umliegenden bis heute vorhandenen Festungsanlagen besetzten. In Garnison lagen hier das III. Bataillon des Infanterie Rgmt. Nr. 72, das I. Bataillon des Infanterie Rgmt. Nr. 91 sowie der Stab und das I. Bataillon des Festungsartillerie Regiments Nr. 5.

## Bevölkerung
Bei der Volkszählung von 2011 hatte die Stadt Tivat 9367 Einwohner, von denen sich 3222 (34,40 %) als Montenegriner, 2928 (31,26 %) als Serben und 1622 (17,32 %) als Kroaten bezeichneten. Zudem lebten Angehörige weiterer Ethnien bzw. Identitäten in der Stadt, außerdem machten 768 Personen (8,20 %) keine Angaben zu ihrer ethnischen Zugehörigkeit.
Die gesamte Gemeinde Tivat hatte bei der Volkszählung von 2011 14.031 Einwohner, hierunter 4666 (33,25 %) Montenegriner, 4435 (31,61 %) Serben und 2304 (16,42 %) Kroaten. Neben Angehörigen vieler weiterer Bevölkerungsgruppen gab es 1275 Personen (9,09 %), welche keine ethnische Zugehörigkeit angaben.

## Infrastruktur
Die Stadt hat einen Flughafen, der etwa drei Kilometer entfernt liegt.
Außerdem besitzt die Stadt einen neuen Yachthafen namens Porto Montenegro, der im sozialistischen Jugoslawien eine militärische Schiffswerft war. Der kanadische Unternehmer Peter Munk hat den Hafen für gehobene Bedürfnisse gebaut.

## Kultur und Sehenswürdigkeiten
Residenz Buća Luković

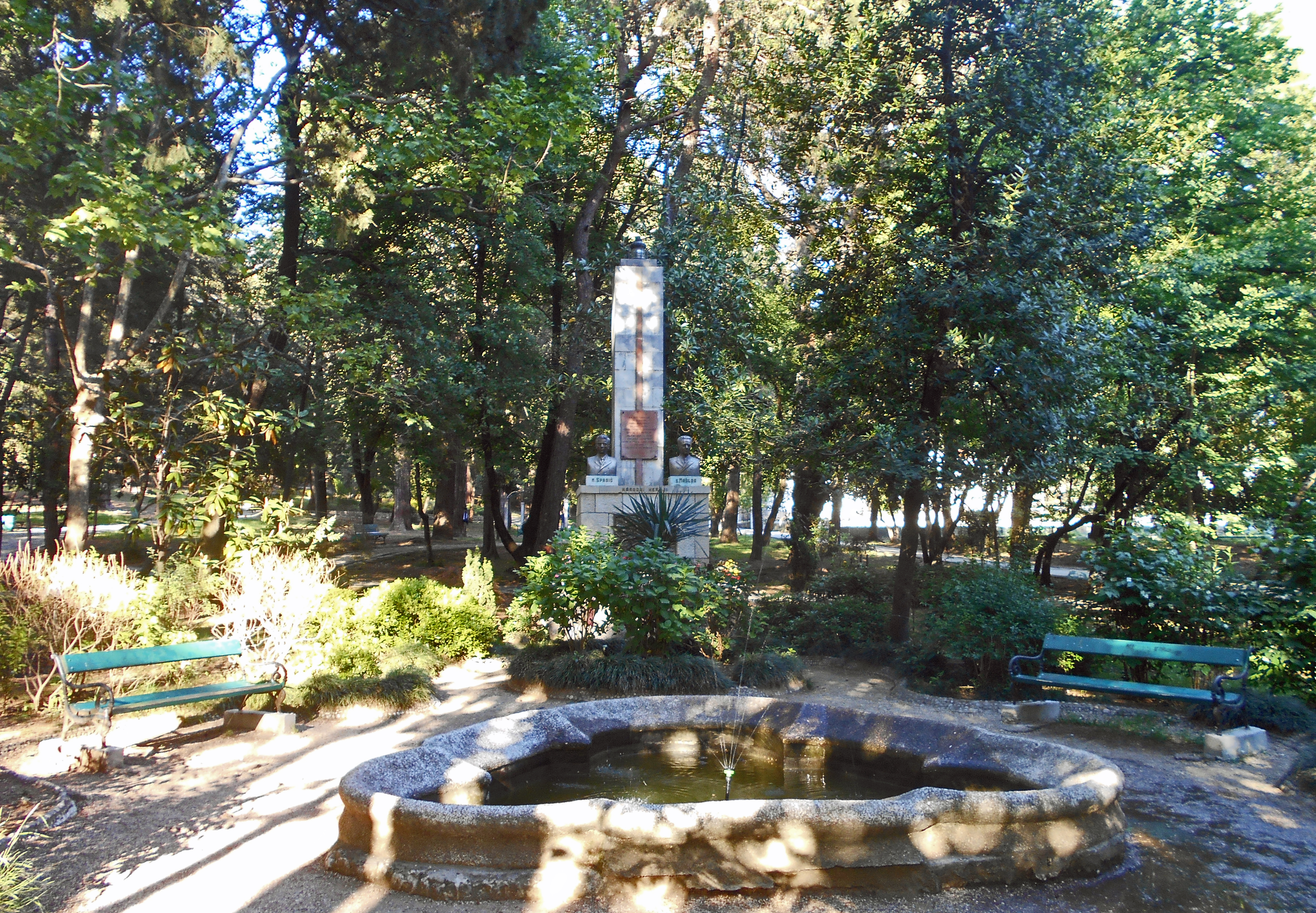
Denkmal für die beiden Seeoffiziere Milan Spasić und Sergej Mašeri im Gradski Park

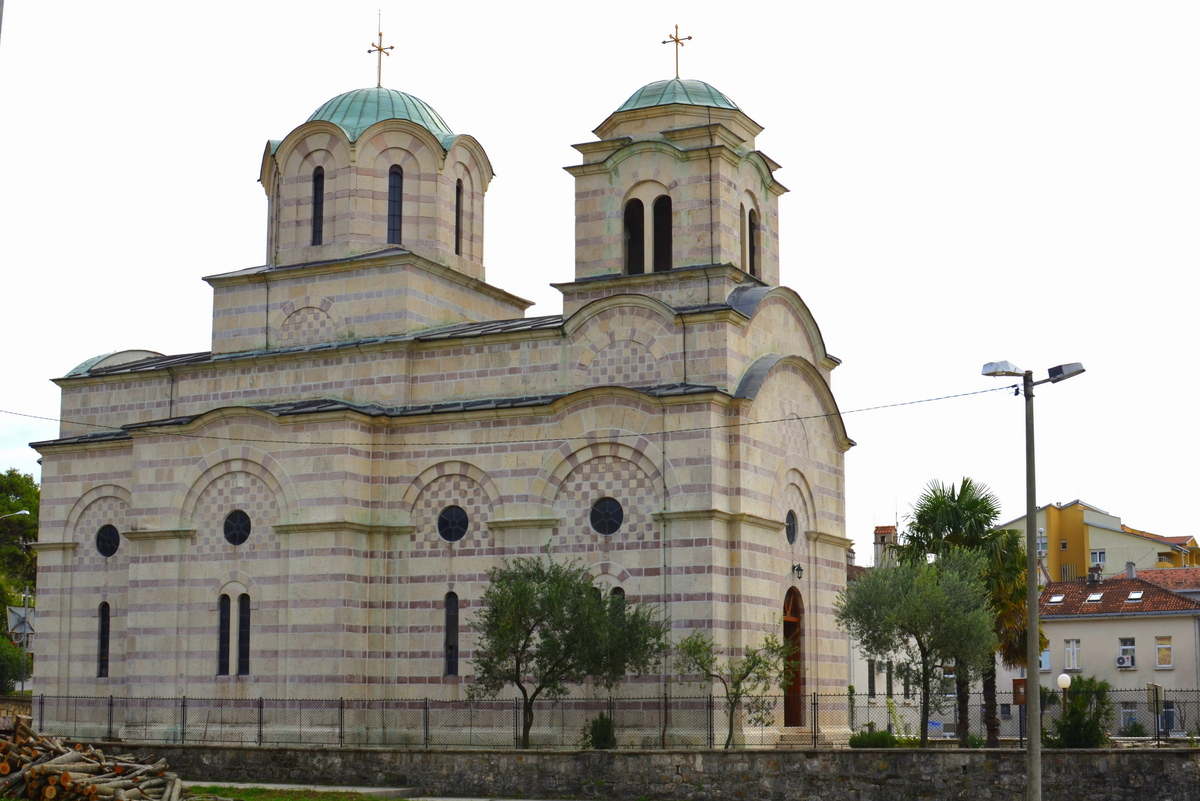
Die Kirche hl. Sava im Stadtzentrum

Von den zahlreichen Sommerresidenzen, die sich adelige Familien aus Kotor in Tivat errichten liesen, ist heute lediglich der Turm der Residenz Buća Luković erhalten. Diese wurde 1548 von einem gewissen Vićencije aus Lastva errichtet. Anfangs stand die Renaissance-Villa im Besitz der Familie Buća und wurde später Eigentum der Familie Luković. Der heute noch bestehende Turm ist heute ein Kunst- und Kulturzentrum und Treffpunkt für Kulturschaffende. Im Turm ist außerdem das Stadtmuseum untergebracht.
Freilichtbühne
Die Freilichtbühne steht in unmittelbarer Nachbarschaft zur Residenz Buća Luković. Während der Sommersaison finden hier Konzerte sowie Film- und Theatervorführungen statt.
Stadtpark („Gradski Park“)
In der Parkanlage sind über hundert verschiedene tropische und subtropische Pflanzenarten angepflanzt worden, die Seeleute aus der ganzen Welt mitgebracht hatten. Der Park ist Standort des Denkmals für die beiden Seeoffiziere Milan Spasić und Sergej Mašeri. Die beiden sprengten 1941 den vor der Stadt ankernden Zerstörer Zagreb und verhinderten somit, dass er in die Hände der italienischen Besatzer gelangte. Beide Offiziere verloren bei dem Manöver ihr Leben.
Kirche hl. Sava
Zwischen 1940 und 1966 wurde im Stadtzentrum von Tivat die serbisch-orthodoxe Kirche errichtet und dem heiligen Sava geweiht.
Solila
Südlich von Tivat befinden sich Salinenfelder („Solila“) in der Ebene Solisko polje. Bereits im Mittelalter wurde vor Ort durch niedergelassene Mönche das Meersalz gewonnen. Zu Beginn des 20. Jahrhunderts lagen die Salinen brach. Erst im Zweiten Weltkrieg wurde die Meersalzgewinnung für wenige Jahre wieder aufgenommen. Die Salinenfelder sind heute ein Naturreservat. Der sumpfige Boden bildet Lebensraum für zahlreiche geschützte Pflanzenarten und ist Heimat für Vögel wie Kormorane und Flamingos.